# 徐万述
徐万述（朝鲜语：／，1927年4月17日—2012年2月19日），朝鲜侨领，原旅日朝鲜人总联合会（朝总联）中央常任委员会议长、朝鲜最高人民会议代议员。

## 人物生平
1927年4月14日，出生于庆尚北道迎日郡（今属韩国）东海面的一个贫苦农民家庭，是徐凤洙（音）和宋贵喜（音）的长子。 1941年小学毕业后移居日本。 1945年初中毕业。之后为了准备回国移居山口县小野田，随着旅日朝鲜人联合总会小野田支部（朝联）的成立，1946年2月他作为朝联山口县小野田支部的青年成员开始了活动。
1946年4月在朝联中央中学以第一期学生的身份就读，1947年任旅日朝鲜民主主义青年同盟山口县本部副委员长，担任本部常任委员。
1955年5月25日总联成立后，历任广岛县本部宣传部部长、组织部部长、委员会副委员长、
1968年任委员会委员长、
1973年1月任总工会中央组织主任、
1979年6月任秘书长、
1983年6月任副主席兼秘书长、
1986年9月任副主席、
1998年5月任第一副主席、
2001年5月起，担任总联主席。
2012年2月19日逝世，20日，总联中央常务委员会发布了关于他逝世的讣告。
治丧委员会由许宗万副会长担任主席，共71人， 25日上午11:00在朝鲜会馆举行葬礼。
治丧委员会成员包括总联中央常务委员会委员，包括副主席和局局长，以及与总联有联系的组织和业务实体的负责人，以及16个总联地区总部的主席。

## 个人荣誉
他还曾任朝鲜最高人民会议代议员，并获得过金日成勋章、金正日勋章、劳动英雄等荣誉。